# Tyrifjorden
Tyrifjorden és el cinquè llac més gran de Noruega amb una superfície de 136 km², i un volum de 13 km³,té una fondària de 295 metres i es troba a 62 m per sobre del nivell del mar.
El riu Begna hi descarrega a Hønefoss on el riu fa les cascades de Hønefossen.

## Localització
Tyrifjorden es troba al comtat de Buskerud i voreja les localitats de Hole, Lier, Modum, i Ringerike. Tyrifjorden és un fiord sense sortida al mar.

## Branques
- Nordfjorden - El fiord i branca més al nord de Tyrifjorden
- Steinsfjorden - La branca més al nord-est de Tyrifjorden
- Holsfjorden - La branca més al sud-est

## Illes
- Utøya
- Storøya - amb un club de golf
- Frognøya

## Etimologia
La forma en nòrdic antic era Tyri (o Tyrvi). El nom deriva de tyri = fusta vella de pi. (fent referència als boscos del cantó oest del llac.) El darrer element -fjorden (forma finita de fiord) s'afegí posteriorment.

## Atac terrorista
El 22 de juliol de 2011 hi va haver un atac terrorista a un campament juvenil situat en la seva illa d'Utøya. Més de 80 persones hi varen morir.